# Уайт, Брук
Брук Эли́забет Уа́йт (англ. Brooke Elizabeth White; 2 июня 1983, Финикс, Аризона, США) — американская певица, гитаристка, пианистка, клавишница и актриса.

## Биография
Брук Элизабет Уайт родилась 2 июня 1983 года в Финиксе (штат Аризона, США) в семье Брэда и Кэйлин Уайт. У Брук есть трое братьев и сестёр: Кэти Уайт, Тайлер Уайт и Куинн Уайт.
Брук начала свою музыкальную карьеру в 2005 году и к 2009 год она выпустила два студийных музыкальных альбома: «Songs from the Attic» и «High Hopes & Heartbreak» (2009).
С 10 апреля 2004 года Брук замужем за Дэвидом Рэем, с которым она встречалась 2 года до их свадьбы. У супругов есть двое детей — дочь Лондон Рэй (род.24.05.2012) и сын Санни Джон Рэй (род.03.09.2016).

## Дискография
- 2005 — «Songs from the Attic[англ.]»
- 2009 — «High Hopes & Heartbreak[англ.]»